# Hagu (Panteraja)
Hagu is een bestuurslaag in het regentschap Pidie Jaya van de provincie Atjeh, Indonesië. Hagu telt 339 inwoners (volkstelling 2010).